# 2017–2018-as négysánc-verseny
A 2017–2018-as négysánc-verseny, a 2017–2018-as síugró-világkupa részeként került megrendezésre, melyet hagyományosan Oberstdorfban, Garmisch-Partenkirchenben (Németország), valamint Innsbruckban és Bischofshofenben (Ausztria) tartottak 2017. december 30. és 2018. január 6. között.
A lengyel Kamil Stoch lett a végső győztes, így Gregor Schlierenzauer óta ő volt az első aki megvédte címét. Sven Hannawald 2001-2002-es sikere után ő lett a második síugró, aki a torna mind a négy állomásán győzni tudott.

## Eredmények

### Oberstdorf
Schattenbergschanze HS 137

2017. december 30.
| Helyezés | Név                  | Nemzetiség    | 1. ugrás (m) | 2. ugrás (m) | Pontok | Összetett pontok |
| -------- | -------------------- | ------------- | ------------ | ------------ | ------ | ---------------- |
| 1        | Kamil Stoch          | Lengyelország | 126.0        | 137.0        | 279.7  | 279.7 (1)        |
| 2        | Richard Freitag      | Németország   | 128.5        | 127.0        | 275.5  | 275.5 (2)        |
| 3        | Dawid Kubacki        | Lengyelország | 126.5        | 129.0        | 270.1  | 270.1 (3)        |
| 4        | Stefan Kraft         | Ausztria      | 132.0        | 119.0        | 262.8  | 262.8 (4)        |
| 5        | Stefan Hula          | Lengyelország | 123.0        | 120.5        | 259.2  | 259.2 (5)        |
| 6        | Kobajasi Dzsunsiró   | Japán         | 126.5        | 123.0        | 257.1  | 257.1 (6)        |
| 7        | Johann André Forfang | Norvégia      | 114.5        | 126.5        | 255.3  | 255.3 (7)        |
| 7        | Anders Fannemel      | Norvégia      | 129.0        | 124.5        | 255.3  | 255.3 (7)        |
| 9        | Markus Eisenbichler  | Németország   | 128.5        | 117.5        | 255.1  | 255.1 (9)        |
| 10       | Andreas Wellinger    | Németország   | 115.0        | 123.0        | 254.0  | 254.0 (10)       |

### Garmisch-Partenkirchen
Große Olympiaschanze HS 142

2018. január 1.
| Helyezés | Név                  | Nemzetiség    | 1. ugrás (m) | 2. ugrás (m) | Pontok | Összetett pontok |
| -------- | -------------------- | ------------- | ------------ | ------------ | ------ | ---------------- |
| 1        | Kamil Stoch          | Lengyelország | 135.5        | 139.5        | 283.4  | 563.1 (1)        |
| 2        | Richard Freitag      | Németország   | 132.0        | 137.0        | 275.8  | 551.3 (2)        |
| 3        | Anders Fannemel      | Norvégia      | 132.5        | 136.5        | 270.2  | 525.5 (5)        |
| 4        | Kobajasi Dzsunsiró   | Japán         | 137.0        | 131.5        | 269.2  | 526.3 (4)        |
| 5        | Tilen Bartol         | Szlovénia     | 136.0        | 133.5        | 268.9  | 510.6 (9)        |
| 6        | Andreas Stjernen     | Norvégia      | 132.0        | 137.5        | 268.7  | 379.1 (28)       |
| 7        | Karl Geiger          | Németország   | 136.0        | 133.5        | 268.2  | 509.3 (10)       |
| 8        | Peter Prevc          | Szlovénia     | 129.0        | 138.0        | 266.9  | 354.5 (29)       |
| 9        | Johann André Forfang | Norvégia      | 124.0        | 138.5        | 263.4  | 518.7 (6)        |
| 10       | Stephan Leyhe        | Németország   | 130.5        | 137.5        | 263.3  | 496.5 (13)       |

### Innsbruck
Bergiselschanze HS 130

2018. január 4.
| Helyezés | Név                 | Nemzetiség    | 1. ugrás (m) | 2. ugrás (m) | Pontok | Összetett pontok |
| -------- | ------------------- | ------------- | ------------ | ------------ | ------ | ---------------- |
| 1        | Kamil Stoch         | Lengyelország | 130.0        | 128.5        | 270.1  | 833.2 (1)        |
| 2        | Daniel-André Tande  | Norvégia      | 129.5        | 125.0        | 255.6  | 749.7 (4)        |
| 3        | Andreas Wellinger   | Németország   | 133.0        | 126.0        | 253.5  | 768.7 (2)        |
| 4        | Andreas Stjernen    | Norvégia      | 125.0        | 127.0        | 241.1  | 620.2 (23)       |
| 5        | Jernej Damjan       | Szlovénia     | 127.0        | 120.0        | 239.9  | 744.2 (8)        |
| 6        | Kobajasi Dzsunsiró  | Japán         | 123.0        | 121.5        | 239.4  | 765.7 (3)        |
| 7        | Robert Johansson    | Norvégia      | 124.5        | 123.0        | 237.3  | 741.2 (9)        |
| 8        | Markus Eisenbichler | Németország   | 128.5        | 117.0        | 236.1  | 749.3 (6)        |
| 9        | Stephan Leyhe       | Németország   | 123.5        | 119.0        | 235.1  | 731.6 (12)       |
| 10       | Michael Hayböck     | Ausztria      | 123.5        | 122.5        | 234.7  | 704.0 (16)       |

### Bischofshofen
Paul-Ausserleitner-Schanze HS 142

2018. január 6.
| Helyezés | Név                 | Nemzetiség    | 1. ugrás (m) | 2. ugrás (m) | Pontok | Összetett pontok |
| -------- | ------------------- | ------------- | ------------ | ------------ | ------ | ---------------- |
| 1        | Kamil Stoch         | Lengyelország | 132.5        | 137.0        | 275.6  | 1108.8 (1)       |
| 2        | Anders Fannemel     | Norvégia      | 130.0        | 139.0        | 272.4  | 1021.3 (3)       |
| 3        | Andreas Wellinger   | Németország   | 129.0        | 139.5        | 270.5  | 1039.2 (2)       |
| 4        | Stefan Kraft        | Ausztria      | 130.5        | 135.5        | 268.6  | 859.1 (20)       |
| 5        | Robert Johansson    | Norvégia      | 127.0        | 140.0        | 268.2  | 1009.4 (5)       |
| 6        | Andreas Stjernen    | Norvégia      | 129.5        | 138.5        | 267.2  | 887.4 (19)       |
| 7        | Kobajasi Dzsunsiró  | Japán         | 126.5        | 134.5        | 255.4  | 1021.1 (4)       |
| 8        | Peter Prevc         | Szlovénia     | 127.5        | 131.5        | 253.8  | 820.3 (21)       |
| 9        | Dawid Kubacki       | Lengyelország | 132.0        | 127.5        | 253.3  | 1003.0 (6)       |
| 10       | Markus Eisenbichler | Németország   | 126.5        | 129.0        | 244.5  | 993.8 (7)        |

## Végeredmény
Összetett végeredmény
| Helyezés | Név                  | Nemzetiség    | Oberstdorf | Garmisch- Partenkirchen | Innsbruck  | Bischofshofen | Pontok |
| -------- | -------------------- | ------------- | ---------- | ----------------------- | ---------- | ------------- | ------ |
| 1        | Kamil Stoch          | Lengyelország | 279.7 (1)  | 283.4 (1)               | 270.1 (1)  | 275.6 (1)     | 1108.8 |
| 2        | Andreas Wellinger    | Németország   | 254.0 (10) | 261.2 (11)              | 253.5 (3)  | 270.5 (3)     | 1039.2 |
| 3        | Anders Fannemel      | Norvégia      | 255.3 (7)  | 270.2 (3)               | 223.4 (16) | 272.4 (2)     | 1021.3 |
| 4        | Kobajasi Dzsunsiró   | Japán         | 257.1 (6)  | 269.2 (4)               | 239.4 (6)  | 255.4 (7)     | 1021.1 |
| 5        | Robert Johansson     | Norvégia      | 253.4 (11) | 250.5 (17)              | 237.3 (7)  | 268.2 (5)     | 1009.4 |
| 6        | Dawid Kubacki        | Lengyelország | 270.1 (3)  | 260.7 (12)              | 218.9 (20) | 253.3 (9)     | 1003.0 |
| 7        | Markus Eisenbichler  | Németország   | 255.1 (9)  | 258.1 (14)              | 236.1 (8)  | 244.5 (10)    | 993.8  |
| 8        | Daniel-André Tande   | Norvégia      | 237.7 (20) | 256.4 (15)              | 255.6 (2)  | 242.6 (12)    | 992.3  |
| 9        | Johann André Forfang | Norvégia      | 255.3 (7)  | 263.4 (9)               | 219.3 (19) | 239.4 (13)    | 977.4  |
| 10       | Jernej Damjan        | Szlovénia     | 245.0 (14) | 259.3 (13)              | 239.9 (5)  | 229.9 (17)    | 974.1  |